# Gentianella eichleri
Gentianella eichleri là một loài thực vật có hoa trong họ Long đởm. Loài này được (L.G.Adams) Glenny mô tả khoa học đầu tiên năm 2004.